# Pertuzijski toksin
Pertuzijski toksin (PT) je proteinski egzotoksin AB5-tipa koji proizvodi bakterija Bordetella pertussis, koja uzrokuje veliki kašalj. PT učestvuje u kolonizaciji respiratornog trakta i uspostavljanju infekcije. Istraživanja sugeriraju da PT možda može da ima terapeutsku ulogu u tretiranju brojnih ljudskih bolesti, među kojima je hipertenzija, viralna inhibicija, i autoimunska inhibicija.

## Struktura
Jedna velika grupa bakterijskih egzotoksina se naziva „A/B toksinima“, zato što se formiraju iz dve podjedinice. „A“ podjedinica poseduje enzimsku aktivnost, i prenose se u ćeliju domaćina nakon konformacione promene za membranu vezane transportne „B“ podjedinice. Pertuzijski toksin je egzotoksin sa šest podjedinica (nazvanih S1 do S5, pri čemu svaki kompleks sadrži dve S4 kopije). Podjedinice su organizovane u A-B strukturu: A komponenta je enzimatski aktivna i formira se od S1 podjedinice, dok je B komponenta deo koji se vezuje za receptor i sastoji se od podjedinica S2-S5. Podjedinice su kodirane ptx genima na velikom PT operonu, koji sadrži i dodatne gene za Ptl proteine. Zajedno, ti proteini formiraju PT sekrecioni kompleks.

## Mehanizam patogeneze
oslobađa PT u neaktivnom obliku. Nakon PT vezivanja za ćelijski membranski receptor, dolazi do njegovog unosa u endozom. Tome sledi retrogradni transport do trans-Goldžijeve mreže i endoplazmatičnog retikuluma. Tokom transporta, A podjedinica (protomer) se aktivira, verovatno posredstvom glutationa i ATP-a. PT katalizuje ADP-ribozilaciju αi podjedinica heterotrimernog G proteina. Time se sprečava interakcija G proteina sa G protein spregnutim receptorima na ćelijskoj membrani, što ometa intracelularnu komunikaciju. Gi podjedinice ostaju zaključane u njihovom GDP-vezanom, neaktivnom stanju, te ne mogu da inhibiraju dejstvo adenil ciklaze, što dovodi do povećanja ćelijskih koncentracija cAMP-a.
Povišene koncentracije intracelularnog cAMP-a utiču na normalnu biološku signalizaciju. Toksin uzrokuje nekoliko sistemskih efekata, među kojima je povišeno oslobađanje insulina, koje uzrokuje hipoglikemiju. Nije poznato da li su efekti pertuzijskog toksina odgovorni za paroksizmalni kašalj.
Sporedni rezultat ovoj jedinstvenog mehanizma je da je PT našao široku primenu kao biohemijsko sredstvo za ADP-ribosiliraje GTP-vezujućih proteina u ispitivanjama prenosa signala. On je takođe postao esencijalna komponenta novih acelularnih vakcina.